# بورفيلد (باركشير)
بورفيلد (بالإنجليزية: Burghfield)‏ هي قرية و أبرشية مدنية تقع في المملكة المتحدة في إنجلترا. يقدر عدد سكانها بـ 5,955 نسمة ومساحتها 17.11 كم2 .